# Temporada 1988-89 de los Detroit Pistons
La temporada 1988-89 fue la cuadragésimo primera de los Pistons en la NBA, y la trigésimo segunda en su localización de Detroit, Míchigan. La temporada regular acabaron con 63 victorias y 19 derrotas, ocupando la primera posición de la Conferencia Este, clasificándose para los playoffs, donde ganaron las Finales ante Los Angeles Lakers, tomándose la revancha por la derrota de la temporada anterior.

## Elecciones en elDraft
| Ronda | Puesto | Jugador          | Posición | Nacionalidad   | Universidad |
| ----- | ------ | ---------------- | -------- | -------------- | ----------- |
| 2     | 30     | Fennis Dembo     | Alero    | Estados Unidos | Wyoming     |
| 2     | 48     | Micheal Williams | Base     | Estados Unidos | Baylor      |

## Temporada regular
| División Central      | División Central | División Central | División Central | División Central | División Central | División Central | División Central | División Central |
| Equipo                | G                | P                | %                | PD               | Casa             | Fuera            | Div              |                  |
| --------------------- | ---------------- | ---------------- | ---------------- | ---------------- | ---------------- | ---------------- | ---------------- | ---------------- |
| y-Detroit Pistons     | 63               | 19               | .768             | –                | 37–4             | 26–15            | 20–10            |                  |
| x-Cleveland Cavaliers | 57               | 25               | .695             | 6                | 37–4             | 20–21            | 19–11            |                  |
| x-Atlanta Hawks       | 52               | 30               | .634             | 11               | 33–8             | 19–22            | 20–10            |                  |
| x-Milwaukee Bucks     | 49               | 33               | .598             | 14               | 31–10            | 18–23            | 11–19            |                  |
| x-Chicago Bulls       | 47               | 35               | .573             | 16               | 30–11            | 17–24            | 12–18            |                  |
| Indiana Pacers        | 28               | 54               | .341             | 35               | 20–21            | 8–33             | 8–22             |                  |

## Playoffs

### Primera ronda
Detroit Pistons  vs. Boston Celtics
| Fecha       | Partido                                | Ciudad  |
| ----------- | -------------------------------------- | ------- |
| 28 de abril | Detroit Pistons 108, Boston Celtics 91 | Detroit |
| 30 de abril | Detroit Pistons 108, Boston Celtics 91 | Detroit |
| 2 de mayo   | Boston Celtics 85, Detroit Pistons 100 | Boston  |
|             | Detroit Pistons gana las series 3-0    |         |

### Semifinales de conferencia
Detroit Pistons  vs. Milwaukee Bucks
| Fecha      | Partido                                 | Ciudad    |
| ---------- | --------------------------------------- | --------- |
| 10 de mayo | Detroit Pistons 85, Milwaukee Bucks 80  | Detroit   |
| 12 de mayo | Detroit Pistons 112, Milwaukee Bucks 92 | Detroit   |
| 14 de mayo | Milwaukee Bucks 90, Detroit Pistons 110 | Milwaukee |
| 15 de mayo | Milwaukee Bucks 94, Detroit Pistons 96  | Milwaukee |
|            | Detroit Pistons gana las series 4-0     |           |

### Finales de conferencia
Detroit Pistons  vs. Chicago Bulls
| Fecha      | Partido                               | Ciudad  |
| ---------- | ------------------------------------- | ------- |
| 21 de mayo | Detroit Pistons88, Chicago Bulls 94   | Detroit |
| 23 de mayo | Detroit Pistons 100, Chicago Bulls 91 | Detroit |
| 27 de mayo | Chicago Bulls 99, Detroit Pistons 97  | Chicago |
| 29 de mayo | Chicago Bulls 80, Detroit Pistons 86  | Chicago |
| 31 de mayo | Detroit Pistons 94, Chicago Bulls 85  | Detroit |
| 2 de junio | Chicago Bulls 94, Detroit Pistons 103 | Chicago |
|            | Detroit Pistons gana las series 4-2   |         |

### Finales de la NBA
Detroit Pistons vs. Los Angeles Lakers
| Fecha       | Partido                                     | Ciudad      |
| ----------- | ------------------------------------------- | ----------- |
| 6 de junio  | Detroit Pistons 109, Los Angeles Lakers 97  | Detroit     |
| 8 de junio  | Detroit Pistons 108, Los Angeles Lakers 105 | Detroit     |
| 11 de junio | Los Angeles Lakers 110, Detroit Pistons 114 | Los Angeles |
| 13 de junio | Los Angeles Lakers 97, Detroit Pistons 105  | Los Angeles |
|             | Detroit Pistons gana las finales 4-0        |             |

## Estadísticas
| Rk | Jugador          | Edad | P  | PT | MP   | TC  | TCI  | %TC   | T3  | T3I | %T3  | TL  | TLI | %TL   | RO  | RD  | RT  | AS  | RB  | TAP | BP  | FP  | PTS  |
| -- | ---------------- | ---- | -- | -- | ---- | --- | ---- | ----- | --- | --- | ---- | --- | --- | ----- | --- | --- | --- | --- | --- | --- | --- | --- | ---- |
| 1  | Isiah Thomas     | 27   | 80 | 76 | 36.6 | 7.1 | 15.3 | .464  | 0.4 | 1.5 | .273 | 3.6 | 4.4 | .818  | 0.6 | 2.8 | 3.4 | 8.3 | 1.7 | 0.3 | 3.7 | 2.6 | 18.2 |
| 2  | Joe Dumars       | 25   | 69 | 67 | 34.9 | 6.6 | 13.1 | .505  | 0.2 | 0.4 | .483 | 3.8 | 4.4 | .850  | 0.8 | 1.7 | 2.5 | 5.7 | 0.9 | 0.1 | 2.6 | 1.5 | 17.2 |
| 3  | Bill Laimbeer    | 31   | 81 | 81 | 32.6 | 5.5 | 11.1 | .499  | 0.4 | 1.1 | .349 | 2.2 | 2.6 | .840  | 1.7 | 7.9 | 9.6 | 2.2 | 0.6 | 1.2 | 1.6 | 3.2 | 13.7 |
| 4  | Adrian Dantley   | 33   | 42 | 42 | 31.9 | 6.1 | 11.8 | .521  | 0.0 | 0.0 |      | 6.1 | 7.3 | .839  | 1.3 | 2.6 | 3.9 | 2.2 | 0.5 | 0.1 | 1.9 | 2.4 | 18.4 |
| 5  | Mark Aguirre     | 29   | 36 | 32 | 29.7 | 5.9 | 12.3 | .483  | 0.6 | 2.1 | .293 | 3.1 | 4.1 | .738  | 1.6 | 2.6 | 4.2 | 2.5 | 0.4 | 0.2 | 1.9 | 2.8 | 15.5 |
| 6  | Dennis Rodman    | 27   | 82 | 8  | 26.9 | 3.9 | 6.5  | .595  | 0.1 | 0.3 | .231 | 1.2 | 1.9 | .626  | 4.0 | 5.4 | 9.4 | 1.2 | 0.7 | 0.9 | 1.5 | 3.6 | 9.0  |
| 7  | Vinnie Johnson   | 32   | 82 | 21 | 25.3 | 5.6 | 12.1 | .464  | 0.2 | 0.5 | .295 | 2.4 | 3.2 | .734  | 1.3 | 1.8 | 3.1 | 3.0 | 0.9 | 0.2 | 1.3 | 1.9 | 13.8 |
| 8  | Rick Mahorn      | 30   | 72 | 61 | 24.9 | 2.8 | 5.5  | .517  | 0.0 | 0.0 | .000 | 1.6 | 2.2 | .748  | 2.0 | 4.9 | 6.9 | 0.8 | 0.6 | 0.9 | 1.3 | 2.9 | 7.3  |
| 9  | John Salley      | 24   | 67 | 21 | 21.8 | 2.5 | 5.0  | .498  | 0.0 | 0.0 | .000 | 2.0 | 2.9 | .692  | 2.0 | 3.0 | 5.0 | 1.1 | 0.6 | 1.1 | 1.5 | 2.9 | 7.0  |
| 10 | James Edwards    | 33   | 76 | 1  | 16.5 | 2.8 | 5.6  | .500  | 0.0 | 0.0 | .000 | 1.8 | 2.6 | .686  | 0.9 | 2.1 | 3.0 | 0.6 | 0.1 | 0.4 | 0.9 | 3.0 | 7.3  |
| 11 | Micheal Williams | 22   | 49 | 0  | 7.3  | 1.0 | 2.6  | .364  | 0.0 | 0.2 | .222 | 0.6 | 1.0 | .660  | 0.2 | 0.4 | 0.6 | 1.4 | 0.3 | 0.1 | 0.9 | 0.9 | 2.6  |
| 12 | John Long        | 32   | 24 | 0  | 6.3  | 0.8 | 1.7  | .475  | 0.0 | 0.0 |      | 0.5 | 0.5 | .846  | 0.1 | 0.4 | 0.5 | 0.6 | 0.0 | 0.1 | 0.4 | 0.7 | 2.0  |
| 13 | Darryl Dawkins   | 32   | 14 | 0  | 3.4  | 0.6 | 1.4  | .474  | 0.0 | 0.0 |      | 0.6 | 1.3 | .500  | 0.2 | 0.3 | 0.5 | 0.1 | 0.0 | 0.1 | 0.3 | 0.9 | 1.9  |
| 14 | Pace Mannion     | 28   | 5  | 0  | 2.8  | 0.4 | 0.4  | 1.000 | 0.0 | 0.0 |      | 0.0 | 0.0 |       | 0.0 | 0.6 | 0.6 | 0.0 | 0.2 | 0.0 | 0.0 | 0.6 | 0.8  |
| 15 | Fennis Dembo     | 23   | 31 | 0  | 2.4  | 0.5 | 1.4  | .333  | 0.0 | 0.1 | .000 | 0.3 | 0.3 | .800  | 0.3 | 0.5 | 0.7 | 0.2 | 0.0 | 0.0 | 0.2 | 0.5 | 1.2  |
| 16 | Steve Harris     | 25   | 3  | 0  | 2.3  | 0.3 | 1.3  | .250  | 0.0 | 0.0 |      | 0.7 | 0.7 | 1.000 | 0.0 | 0.7 | 0.7 | 0.0 | 0.3 | 0.0 | 0.0 | 0.3 | 1.3  |
| 17 | Jim Rowinski     | 28   | 6  | 0  | 1.3  | 0.0 | 0.3  | .000  | 0.0 | 0.0 |      | 0.7 | 0.7 | 1.000 | 0.0 | 0.3 | 0.3 | 0.0 | 0.0 | 0.0 | 0.0 | 0.0 | 0.7  |

## Galardones y récords
| Jugador       | Galardón                                                        |
| Joe Dumars    | MVP de las Finales de la NBA Mejor quinteto defensivo de la NBA |
| Dennis Rodman | Mejor quinteto defensivo de la NBA                              |
| Isiah Thomas  | All-Star                                                        |